# Tentáculo
Em biologia, chama-se tentáculo um apêndice não segmentado, geralmente flexível, do corpo de um animal, usado como órgão tátil, para a locomoção, reprodução ou alimentação a depender do animal.

## Função
As lulas têm dois tentáculos (não confundir com braços) cobertos de ventosas nas pontas, e são utilizados para auxiliar a reprodução. Diferentemente do que é sugerido popularmente, polvos não possuem tentáculos, mas braços.
Nas águas-vivas, o tentáculo também serve como defesa, pois eles possuem cnidoblastos, células que injetam uma toxina que pode imobilizar outros seres vivos; e desse modo, podem também ser usados para a alimentação.
O tentáculo também é composto por pequenas cavidades em toda sua extensão que seguram, através da pressão (como utilizamos no desentupidor de vaso), na captura da caça.

## Moluscos
As lulas possuem um par de tentáculos com função reprodutiva, assim como as sépias ou chocos. Os outros quatro pares de tentáculos também podem ser chamados de braço.
No caso do molusco acima, os tentáculos são providos de ventosas que podem se aderir ao corpo das presas por sucção.

## Outros animais

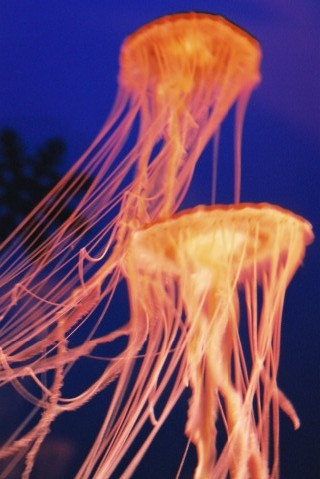
As medusas possuem vários tentáculos

Nas medusas, os tentáculos são geralmente providos de cnidoblastos, células urticantes que são liberadas sobre o corpo das presas, paralisando-as. As anêmonas da classe Anthozoa possuem células semelhantes. Os Ctenophora (pentes-do-mar) possuem coloblastos, não urticantes, mas que mantêm as presas firmemente aderidas aos seus tentáculos, com os quais as conduzem à boca.
Animais marinhos e aquáticos de pequeno porte, como os Entoprocta, Ectoprocta e os Rotifera, também apresentam pequenos tentáculos que se agitam para criar uma corrente de água em direção à boca.
Costuma-se referir aos diminutos e ramificados braços das Holotúrias como tentáculos, porém são estruturas homólogas aos braços das estrelas-do-mar.